# Guettarda sericea
Guettarda sericea är en måreväxtart som beskrevs av Johannes Müller Argoviensis. Guettarda sericea ingår i släktet Guettarda och familjen måreväxter. Inga underarter finns listade i Catalogue of Life.